# Prisadnik
Prisadnik (lat. Jasione), biljni rod u porodici zvončikovki rasprostranjen po Europi i sjeverozapadnoj Africi. Postoji 14 priznatih vrsta jednogodišnjeg i dvogodišnjeg raslinja i trajnica.
U Hrvatskoj raste gorski prisadnik (J. montana) i jedna njegova podvrsta. Druga poznatija vrsta je okruglasti prisadnik (J. orbiculata).

## Vrste
1. Jasione bulgarica Stoj. & Stef.
2. Jasione cavanillesii C.Vicioso
3. Jasione corymbosa Poir. ex Schult.
4. Jasione crispa (Pourr.) Samp.
5. Jasione foliosa Cav.
6. Jasione heldreichii Boiss. & Orph.
7. Jasione idaea Stoj.
8. Jasione laevis Lam.
9. Jasione maritima (Duby) L.M.Dufour ex Merino
10. Jasione montana L.
11. Jasione orbiculata Griseb. ex Velen.
12. Jasione penicillata Boiss.
13. Jasione sphaerocephala Brullo, Marcenò & Pavone
14. Jasione supina Sieber ex Spreng.